# 経塚 (浦添市)
経塚（きょうづか）は、沖縄県浦添市の地名。経塚一丁目と字経塚が設置されている。郵便番号901-2111。

## 地理
市の南部に位置する。前田・安波茶・沢岻・大平、南側で那覇市首里大名町・首里石嶺町と隣接する。

### 自治会
- 経塚自治会
- 大平自治会
- 浦添グリーンハイツ自治会

## 歴史

### 地名の由来
- 西暦1500年代の仏僧（日秀上人）が経文（金剛経）を書いた小石を埋めたことが由来。現在でも県道153号線沿いに「経塚の碑」として残っている。

### 沿革
- 1908年 字経塚として分立。
- 1974年 浦添グリーンハイツ建設。
- 1977年4月 浦添グリーンハイツ自治会が新設。
- 19xx年 住居表示実施（経塚一丁目設置）。
- 2008年11月19日 同字初の大型ショッピングセンター「サンエー経塚シティ」が開店。

## 人口・世帯数
- 男：1,584人
- 女：1,581人
- 計：3,165人
- 世帯数：1,150世帯

2008年1月31日現在

## 交通

### 鉄道
2019年（令和元年）10月1日に沖縄都市モノレール経塚駅が設置された。ただし、駅の住所上は前田に所在する。

### バス
- 以下のバス停が存在。（ ）内の数字は下記路線のうち停車する系統を示す。
  - 第一経塚　（47、191）
  - 経塚　(191)
  - 第二経塚　（191）
  - 経塚入口　（47）
  - 国際センター入口　（47）
  - 沖縄療育園前　（47）
  - 経塚シティー入口　（47）
- 上記のいずれかのバス停に停車する路線。路線詳細は沖縄本島のバス路線を参照。
  - 47番・那覇てだこ線　（那覇バス）
  - 191番・城間（一日橋）線　（東陽バス）

### 道路
- 沖縄県道153号線

## 施設

### 経塚一丁目
- 経塚ゆいまーるセンター
- 沖縄県立浦添工業高等学校
- 経塚自治会

### 字経塚
- 浦添市立経塚児童センター
- 沖縄県立沖縄療育園
- 沖縄県立鏡が丘特別支援学校浦添分校・高等部分教室
- 沖縄銀行経塚支店
- 浦添経塚郵便局
- ファミリーマート経塚店
- ローソン浦添経塚店
- 沖縄バス経塚駐車場
- サンエー経塚シティ
- 医療法人経塚クリニック
- 医療法人へいあん平安病院

　  フレッシュプラザ　ユニオン 経塚店

## 観光
- 経塚の碑